# Weißes Rauschen

Zeitliche Darstellung eines beispielhaften diskreten weißen Rauschsignals

Weißes Rauschen ist ein Rauschen mit einem konstanten Leistungsdichtespektrum in einem bestimmten Frequenzbereich. Weißes Rauschen wird als ein stark höhenbetontes Geräusch empfunden (vgl. Psychoakustik). Weißes, in der Bandbreite beschränktes Rauschen wird in den Ingenieur- und Naturwissenschaften häufig verwendet, um Störungen in einem sonst idealen Modell abzubilden, z. B. zufällige Störungen in einem Übertragungskanal zu beschreiben.

## Beschreibung

Beispielhaftes Spektrum des weißen Rauschens

Charakteristisch für weißes Rauschen ist ein konstantes Leistungsdichtespektrum:
{\displaystyle S(f)={\text{const.}}}
Nach dem Wiener-Chintschin-Theorem ist die Autokorrelationsfunktion des weißen Rauschens {\displaystyle \eta (t)} daher die Delta-Distribution:
{\displaystyle r_{\eta \eta }(\tau ):=\operatorname {E} [\eta (t)\eta (t-\tau )]=\int _{-\infty }^{\infty }S(f)e^{\mathrm {j} 2\pi f\tau }df={\text{const}}\cdot \delta (\tau ).}
Die Autokorrelationsfunktion von weißem Rauschen ist ein Dirac-Impuls {\displaystyle \delta (\tau ){\overset {t':=t-\tau }{=}}\delta (t-t')}. Das heißt, das Rauschen zu einem bestimmten Zeitpunkt {\displaystyle t} ist unkorreliert zu allen anderen Zeitpunkten {\displaystyle t'\neq t}, da für diese Zeitpunkte die Autokorrelation Null ist.
Weißes Rauschen werden auch zeitdiskrete Signale genannt, deren einzelne Abtastwerte unkorreliert sind.
In der Bandbreite unlimitiertes weißes Rauschen ist ein modellhafter Grenzfall mit unendlich hoher Leistung und tritt daher in der Praxis nicht auf. In realen Systemen tritt weißes Rauschen immer nur in einem Frequenzbereich mit in diesem Bereich konstantem Leistungsdichtespektrum auf. Das Leistungsdichtespektrum außerhalb dieser Bandbreite fällt nach oben hin, bei nur hinreichend hohen Frequenzen, immer gegen 0 ab.
Weißes Rauschen kann mit unterschiedlichen Wahrscheinlichkeitsverteilungen der Signalamplitude auftreten. Eine übliche Verteilung ist die Normalverteilung oder auch Gauß-Verteilung, welche im Rahmen der Signalverarbeitung zur Beschreibung der Störungen von Übertragungskanälen dient. Bei diesen Kanälen wird das Rauschen als additive Störgröße mit eingebracht und dann als additives weißes gaußsches Rauschen bezeichnet. Auch thermisches Rauschen an elektrischen Widerständen lässt sich primär durch weißes gaußsches Rauschen beschreiben. Weißes Rauschen kann grundsätzlich aber auch in anderen Verteilungen auftreten, beispielsweise in Cauchy- oder Poisson-Verteilung.

## Mathematische Beschreibung

### Weißes Rauschen in diskreter Zeit
Ein diskreter stochastischer Prozess {\displaystyle (X_{t})} auf einem Wahrscheinlichkeitsraum {\displaystyle (\Omega ,{\mathcal {A}},\mathbb {P} )} heißt diskretes weißes Rauschen falls für alle {\displaystyle t}
{\displaystyle \mathbb {E} [X_{t}]=0,\quad \mathbb {E} [X_{t}^{2}]=\sigma ^{2}<\infty ,\quad \operatorname {Cov} (X_{t},X_{s})=0\quad s\neq t}

### Weißes Rauschen in stetiger Zeit
Weißes Rauschen ist eine stochastische Distribution.

#### Gaußsches weißes Rauschen als Zufallsmengenfunktion
Sei {\displaystyle (S,{\mathcal {S}},\nu )} ein σ-endlicher Maßraum. Dann nennt man eine Zufallsmengenfunktion {\displaystyle W} auf den Mengen {\displaystyle \{A:A\in {\mathcal {S}},\nu (A)<\infty \}} weißes Rauschen basierend auf {\displaystyle \nu } wenn folgendes gilt
1. {\displaystyle W(A)\sim {\mathcal {N}}(0,\nu (A))}, d. h. {\displaystyle W(A)} ist eine zentrierte Gaußsche Zufallsvariable mit Varianz {\displaystyle \nu (A)}.
2. Falls {\displaystyle A\cap B=\emptyset }, dann sind {\displaystyle W(A)} und {\displaystyle W(B)} unabhängig und {\displaystyle W(A\cup B)=W(A)+W(B).}

{\displaystyle (W(A))_{A\in {\mathcal {S}}}} ist ein Prozess. Aus der Definition folgt sofort, dass die Kovarianzfunktion durch
{\displaystyle C(A,B)=\mathbb {E} [W(A)W(B)]=\nu (A\cap B)}
gegeben ist. Üblicherweise wählt man für {\displaystyle \nu } das Lebesgue-Maß und {\displaystyle S=\mathbb {R} ^{d}} und die Borelsche σ-Algebra für {\displaystyle {\mathcal {S}}}.
Für jedes {\displaystyle W} gibt es ein korrespondierendes brownsches Blatt {\displaystyle (B_{t},t\in \mathbb {R} _{+}^{d+1})} mit {\displaystyle (0,t]=(0,t_{1}]\times \cdots \times (0,t_{d+1}]} und
{\displaystyle B_{t}=W\left((0,t]\right).}

#### Raumzeitliches gaußsches weißes Rauschen
Sei {\displaystyle S\subset \mathbb {R} ^{d}} und {\displaystyle D:=\mathbb {R} _{+}\times S} und {\displaystyle (B_{t,x},(t,x)\in D)} ein brownsches Blatt. Dann ist das raumzeitliche (gaußsche) weiße Rauschen (englisch space-time white noise) {\displaystyle {\dot {W}}} die Distributionalableitung von {\displaystyle B_{t,x}} definiert für eine Testfunktion {\displaystyle \phi \in C_{c}^{\infty }(D)} durch
{\displaystyle {\dot {W}}[\phi ]=\int \int _{D}\phi (t,x){\frac {\partial ^{2}B(t,x)}{\partial t\partial x}}\mathrm {d} t\mathrm {d} x=\int \int _{S}B(t,x){\frac {\partial ^{2}\phi (t,x)}{\partial t\partial x}}\mathrm {d} t\mathrm {d} x.}
Da sich jedes {\displaystyle B_{t,x}} durch ein {\displaystyle W_{t,x}:=W((0,t]\times (0,x])} ersetzen lässt, erklärt sich die Notation. Aus der Definition folgt, dass {\displaystyle \mathbb {E} [{\dot {W}}[\phi ]]=0} und {\displaystyle \operatorname {Cov} [{\dot {W}}(t,x),{\dot {W}}(s,y)]=\delta (t-s)\prod \limits _{i=1}^{n}\delta (x_{i}-y_{i})}.

### White-Noise-Analysis
Die White-Noise-Analysis, auch Hida-Kalkül (nach Hida Takeyuki) genannt, beschäftigt sich mit der Analysis in unendlicher Dimension basierend auf weißem Rauschen. Ein wichtiger Begriff ist der des White-Noise-Wahrscheinlichkeitsraumes
{\displaystyle ({\mathcal {S}}'(\mathbb {R} ),{\mathcal {B}},\mu )}, welcher manchmal kurz auch als weißes Rauschen bezeichnet wird. {\displaystyle {\mathcal {B}}} bezeichnet dabei die Familie der Borel-Mengen des Raumes der tempertierten Distributionen {\displaystyle {\mathcal {S}}'(\mathbb {R} )} ausgestattet mit der Schwach-*-Topologie und {\displaystyle \mu } ist ein, nach dem Satz von Bochner-Minlos eindeutiges, gaußsches Maß.

## Anwendungsbereiche
In der Psychoakustik wird weißes Rauschen zur Lärmbekämpfung und im Bereich der Tinnitus-Retraining-Therapie als Masker eingesetzt; Lärm und andere Störgeräusche werden subjektiv als weniger laut und störend empfunden, wenn man sie mit weißem Rauschen überlagert. Rauschen, in dem sich alle Frequenzanteile in etwa gleich laut anhören, wird als 1/f-Rauschen bezeichnet. Es hat ein mit der Frequenz abnehmendes Leistungsdichtespektrum.
In der Stochastik bezeichnet weißes Rauschen in diskreter Zeit einen diskreten stochastischen Prozess von unkorrelierten Zufallsvariablen mit Erwartungswert 0 und konstanter Varianz. Es ist schwach stationär und hat eine konstante Spektraldichte. Das weiße Rauschen stellt den einfachsten stochastischen Prozess dar, jedoch werden viele komplexere Prozesse und Zeitreihen aus solchen konstruiert, etwa der Random Walk oder ARMA-Prozesse.
Neuerdings kommt insbesondere im Logistikbereich das Weiße Rauschen anstelle des klassischen Pieptons in Rückfahrwarnsystemen zum Einsatz. Als Grund wird etwa genannt: „Weißes Rauschen ist nur in der Risikozone zu hören und ermöglicht gleichzeitig eine präzisere Lokalisation der Richtung eines zurückfahrenden Fahrzeugs.“

## Farbanalogie des Namens
Der Begriff Weißes Rauschen ist in Analogie zu weißem Licht zu verstehen, in welchem verschiedene optische Frequenzanteile sich zu einem weißen Farbeindruck überlagern. Allerdings weist vom Menschen subjektiv als weiß empfundenes Licht kein konstantes Leistungsdichtespektrum auf.
Mit einer vergleichbaren Farbanalogie wurden die Begriffe Rotes Rauschen und Rosa Rauschen gebildet.